# Dodge & Cox
Dodge & Cox est un fonds mutuel américain, fondée en 1930 par Van Duyn Dodge et E. Morris Cox, qui fournit des services de gestion d'investissement professionnel.

## Présentation
Dodge & Cox se spécialise dans la gestion d'« actions dépréciées » (« value stock », c'est-à-dire d'actions qui paraissent sous-cotées), et a été décrite comme étant « surtout connue pour sa gestion de fonds prudente, avec des performances passées solides et des honoraires modestes ».
Ayant été fondée lors de la Grande Dépression, l'entreprise se concentre de façon extrême sur la préservation du capital. Son cofondateur, E. Morris Cox, qui a travaillé dans l'entreprise jusqu'à plus de 90 ans, désapprouvait comme éthiquement condamnables des pratiques répandues dans l'histoire des banques d'investissement du début du XXe siècle, ce qui conduisit Dodge & Cox à élaborer des politiques d'investissement plaçant au premier plan l'intérêt des clients. Dodge & Cox met en œuvre une stratégie fondée sur une gestion collégiale, de sorte que, au début de 2020, l'entreprise gérait des actifs de 325 milliards d'USD, et l'un de leurs fonds comptait parmi les 25 plus grands fonds mutuels américains.